# Сирота Олександр Юхимович
Олександр Юхимович Сирота (7 червня 1976, Киселівка) — журналіст, фотограф, кінематографіст. Член Національної Спілки журналістів України з 2008 до 2020 р.
Є найвідомішим у медіапросторі колишнім мешканцем Прип'яті. Не зміг змиритися з тим, що життя більше ніколи не повернеться до рідного міста, тож знайшов свій власний спосіб «повертатися» додому.
Пише українською та російською мовами. Готує фото- та відеорепортажі. Як колишній мешканець Прип'яті, більшу частину своєї творчості присвятив Прип'яті та Чорнобильській трагедії. Президент Міжнародної організації Міжнародної громадської організації «Центр ПРИПЯТЬ.ком». З 2016 року є членом Громадської ради при Державному агентстві з управління зоною відчуження, а у 2020 та 2021 роках обраний головою Громадської ради при ДАЗВ України.

## Життєпис
Народився 7 червня 1976 р. в с. Кисілівка Білозерського р-на Херсонської обл., Україна. З 1980 року жив у Херсоні, потім у місті Комсомольськ Полтавської обл.
А з 1983 року з мамою (відомою нині поетесою Любов'ю Сиротою) переїхав у перспективне місто Прип'ять Київської обл., де навчався в СШ № 1. 27 квітня 1986, після горезвісної аварії на ЧАЕС вони були евакуйовані.
«У квітні 1986 року мені ще не було й 10 років. Тож для мене, тоді безтурботного хлопчиська, та моїх однолітків затишні вулиці нашого міста, усі його двори та закутки, близенький ліс та річка Прип'ять — були місцями для наших дитячих ігор та „військових баталій“… Той роковий день — 26 квітня не був винятком. Пам'ятаю, як ми з друзями після школи побігли на річку й майже до вечора пробули на березі, будуючи фортеці та бліндажі…» — згадує він в одному з інтерв'ю каналу BBC.
З 1987 року постійно мешкає в Києві, де у 1994 закінчив СШ № 267. Вчився на історичному факультеті міжнародного Соломонова університету. Працював спочатку у Київському «Зеленбуді»; оператором АЗС; монтажником обладнання однієї з будівельних фірм; менеджером, технічним директором, а згодом заступником директора з комерції в декількох компаніях по будівництву плавальних басейнів.
З січня по березень 2005 р. на громадських засадах працював редактором розділу «Література і Арт» Інтернет-проекту «Pripyat.com». Нині головний редактор цього проекту.
У 2006 р. також був обраний Віце-президентом новоствореної Міжнародної громадської організації «Центр ПРИП'ЯТЬ.ком», основним завданням якої стало донесення інформації про Чорнобильську трагедію та її наслідків якомога ширшому колу громадськості (крім багатьох інших проектів, виключно з цією метою організує та проводить ознайомчі екскурсії у Чорнобильську зону та м. Прип'ять).
У 2016 році реалізував проект моніторингової ортофотозйомки водойми-охолоджувача Чорнобильської АЕС, на базі якої ведеться батиметрія та моделювання ландшафтного зонування у процесі осушення водойми.
У квітні 2020-го взяв участь у гасінні пожеж у Чорнобильській зоні, допомагаючи підрозділам ДСНС України виявляти осередки загорянь в умовах сильного задимлення за допомогою тепловізорного дрону.
Тоді ж, спільно з іншими волонтерами, заснував «Волонтерський штаб Чорнобильської зони», що забезпечував необхідними речами та продуктами персонал, залучений у гасінні масштабних пожеж., координуючи роботу волонтерів по всій країні..
Координатор проекту реконструкції пам'ятника «Тим, хто врятував світ» (2020)
Член робочої групи з питань номінування Чорнобильської зони до Списку всесвітньої спадщини ЮНЕСКО при МКІП України.
Спільно з однодумцями створив на кордоні Чорнобильської зони "Секретний музей «Притулок самотнього дозиметриста»(2020).
Організував у місті Чорнобиль перші в історії Чорнобильської зони публічні покази національного фільму «Брама» (Чорнобиль, 2018), та вистави Франківського драматичного театру «Солодка Даруся» (Чорнобиль, 2021) і «Нація» (Прип'ять, 26.04.2021).
Як експерт та консультант взяв участь у розробці концепції нового бренду Чорнобильської зони (2019—2020), мультімедійної виставки «Чорнобиль. Подорож» (ВДНХ, 2021), мобільного додатку «Chernobyl App» (2020), музичних проектів «Звуки Чорнобиля»(2020), «Pripyat Pianos» (2018) та інших.

## Творчість
Першим досвідом журналістської роботи була стаття про Чорнобильську трагедію «Хочу, щоб пам'ятали», яка одразу була перекладена англійською й була надрукована в журналі Департаменту Гуманітарних Справ ООН «DHA NEWS» № 16, вересень/жовтень 1995 р. — «I want them to remember» «DHA NEWS». Саме після цієї публікації був запрошений Всесвітньою екологічною організацією Greenpeace у США, та з 9 квітня до 9 травня 1996 р. брав участь у міжнародної акції GREENPEACE «Testimonies tours» (Тур очевидців), де був представником України на масових заходах і зустрічах з громадськістю та українською діаспорою США, присвяченим 10-й річниці Чорнобильської катастрофи.
Зараз друкується у різних ЗМІ (зокрема у газетах "Літературна Україна ", «Ваше здоров'я» та «Пост Чорнобиль»), надає репортажі на декількох каналах телебачення.
Крім того, у 2006 році разом із газетою «Літературна Україна» ініціював звернення до світової спільноти щодо підтримки ідеї створення екологічної пам'ятки м. Прип'ять та заповідної 15-км Чорнобильської зони, як меморіалу найбільшої техногенної катастрофи XX сторіччя, який має бути взят під охорону міжнародної спільноти. «Олександр активно виступає за надання Прип'яті статусу Міста-Музею. Тому що, покинуте місто беззахисне перед мародерами, любителями екстремального туризму і природної стихії. Каже, що людина, яка відвідала це місце, вже не зможе жити так, щоб після неї залишалися мертві міста.»
У грудні того ж року зняв репортаж про мародерство в Чорнобильській зоні та місті Прип'ять, після трансляції якого на 5-му каналі Українського ТБ було порушено кримінальну справу за фактом викрадення й вивозу матеріалів з радіаційно забрудненої зони, а також створено урядову комісію для розслідування цієї справи.
У травні 2008 р. став лауреатом IX Міжнародного конкурсу фільмів, телепрограм, Інтернет-проектів на правозахисну й правоохоронну тематику «Золотий Георгій» та одержав приз «Велика Георгієвська Стрічка» й диплом.
Є співавтором офіційного путівника Чорнобильської зони «Чорнобильська зона відчуження. Путівник туристичними та маловідомими стежками».

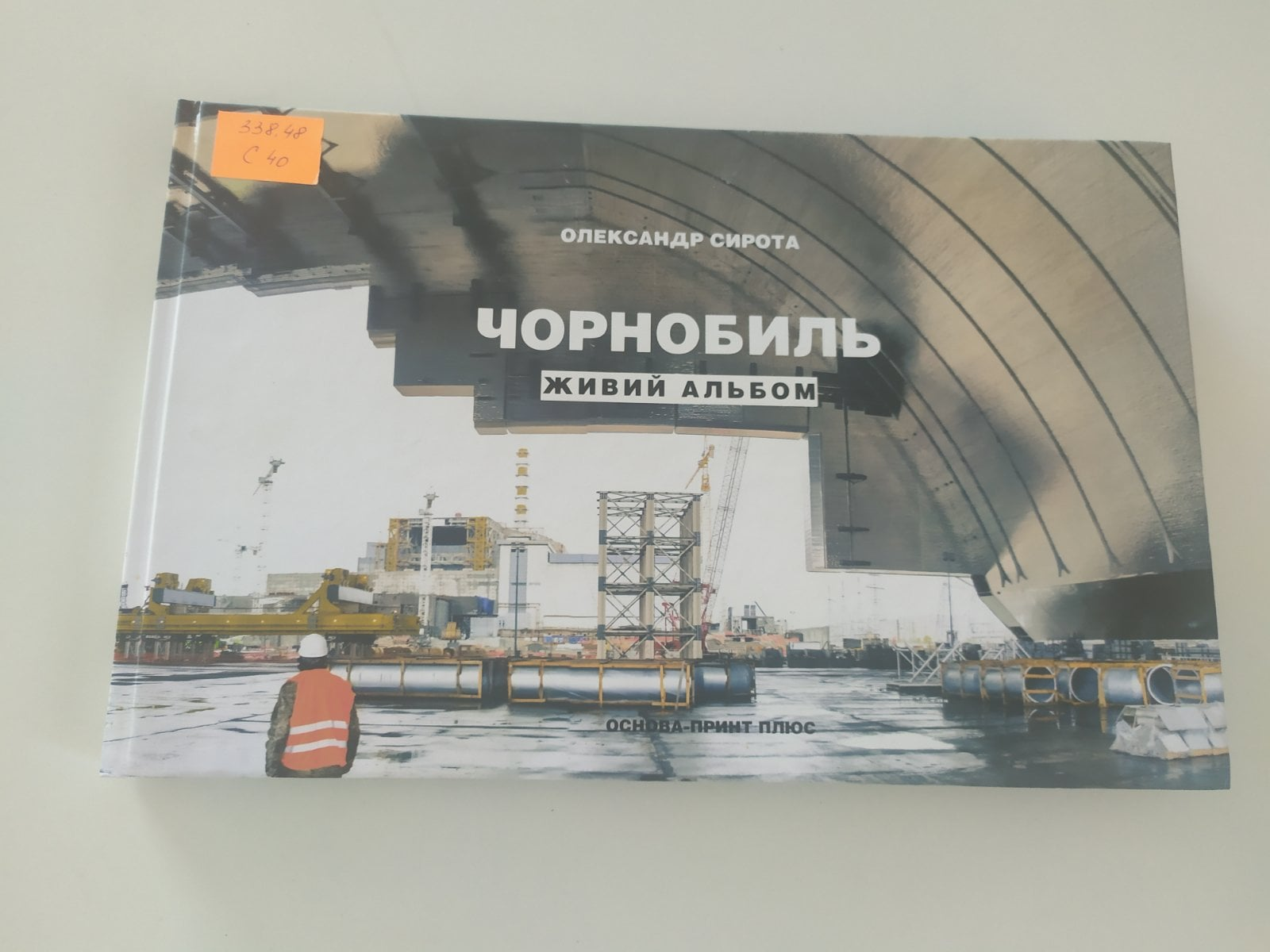

У 2021 році став переможцем мистецького конкурсу «Книжкові проекти до 30-ї річниці Незалежності України». Книгу «Чорнобиль. Живий альбом» видано Національним інститутом книги України.
Був організатором зйомок у Чорнобильській зоні та консультантом міні-серіалу Чорнобиль, HBO та консультантом і одним з героїв документального проекту HBO «Чорнобиль: Втрачені плівки». Також брав участь у роботі над іншими фільмами:
- The Real Chernobyl[24] — один з героїв фільму, консультант, організатор зйомок у Чорнобильській зоні відчуження.
- Чернобыль: Зона молчания[25] — один з героїв фільму, консультант, організатор зйомок у Чорнобильській зоні відчуження.
- Лазуровий пил[26] — один з героїв фільму, консультант, організатор зйомок у Чорнобильській зоні відчуження.
- Земля потерянная. Земля обретенная. Припять[27]. — один з героїв фільму, консультант, організатор зйомок у Чорнобильській зоні відчуження.
- Return to Chernobyl 360°[28] — один з героїв фільму, консультант, організатор зйомок у Чорнобильській зоні відчуження.
- Inside Chernobyl with Ben Fogle[29] — один з героїв фільму, консультант.
- Чорнобиль. 34 роки потому: консультант.
- The Babushkas of Chernobyl[30] — консультант.
- Російський дятел[31] - консультант, супроводжуючий у Чорнобильській зоні відчуження.
- White Horse[32] — асоціативний продюсер, організатор зйомок у Чорнобильській зоні відчуження.
- Roadside Radiation[33] — один з героїв фільму, консультант, організатор зйомок у Чорнобильській зоні відчуження.
- Chernobyl 30 Years On: Nuclear Heritage — консультант.
- Radiophobia[34] — один з героїв фільму.
- Перекотиполе[35][36] — виконавчій продюсер.
- Арка[37] — консультант, організатор зйомок у Чорнобильській зоні відчуження, прототип головного героя.
- Археологічна опера Chornobyldorf[38]- консультант, організатор зйомок у Чорнобильській зоні відчуження.

## Статті, фото та відео репортажі
- «I want them to remember» «DHA NEWS» — ж-л Департаменту Гуманітарних Справ ООН № 16, вересень/жовтень 1995 р., с. 24-25
- Інтерв'ю з Ролланом Сергієнком, режисером найзнаменитіших фільмів про Чорнобиль: газета «Пост Чорнобиль/ Post Chornobyl» № (29) березень 2006
- «Світ кращає, якщо людянішає суспільство», «Літературна Україна» № 9, 9.03.2006 р.
- «Прип'ять нині. А завтра?», «Літературна Україна» № 8, 2.03.2006 р.  — фоторепортаж.
- «Клич спасенної планети», «Літературна Україна» № 16, 9.04.2006 р.
- «Пам'ять, яка мусить вижити», «Літературна Україна» № 19, 24.05.2007 р. — стаття й фоторепортаж.
- «Прип'яті — міжнародний статус міста музею!», «Post Chernobyl/Пост Чорнобиль» № 3, лютий 2006 р.  — стаття й фоторепортаж.
- «Професор Віталій Максименко: Ми лікуємо серце щораз ефективніше», «Ваше Здоров'я» № 20, 26.05.— 01.06.2007 р.
- Прип'ять. ЗИМА — 2006. Фоторепортаж[недоступне посилання з липня 2019]
- «Зона. Прип'ять. Зима — 2006»; — відео.
- «Весняна прогулянка в Прип'яті — 2006»; — відео.
- Відвідини Чорнобильської Зони письменниками фестивалю «ЄВРОКОН», 2006[недоступне посилання з липня 2019]; — відео.
- ЧАЕС, 30 листопада 2006. Двадцятиріччю ОУ присвячується. — Фото й відео О. Сирота
- Політ над Чорнобилем, 2007;— відео.
- Прип'ять з висоти пташиного польоту. Фоторепортаж, 2007
- Відео-інтерв'ю з колишнім зам. голови Прип'ятського міськвиконкому О. Єсауловим, 2007.
- На ЧАЕС відбувся семінар для ЗМИ. Фоторепортаж, 2007
- Прип'ять. 9 травня 2007 р. Фоторепортаж
- Відео-презентація сайту Pripyat.com, 2007.
- «Збагнемо потім», 2009 — фільм про ще живу Прип'ять.
- Старий Новий рік у Прип'яті, 13-14.01.2010 — фотографії О.Сироти
- МОЖЕТ ЛИ УКРАИНА ПОМОЧЬ ЯПОНИИ? По следам поездки в зону японского катаклизма. pripyat.com, 24.03.2012
- Мандруй Україною. Чорнобиль — Державне агентство розвитку туризму України, 26.04.2021
- У Novomatic Forum Gallery відкрилася фотовиставка «Чорнобиль — територія змін» — Державне агентство України з управління зоною відчуження, 21.09.2018
- Фотовиставка «Чорнобиль. 35» до 35-х роковин аварії на Чорнобильській АЕС — Верховна рада України, 26.04.2021
- Виставка документальної фотографії «СПОГАДИ МЕРТВОГО МІСТА» Національний музей Чорнобиль
- Мародери в Прип'яті — 5 канал 2006 г.
- Прогулянка з Лисом Семеном — Репортерська Сотня 9.01.15 (сюжет), 5 канал
- Акція/флешмоб «Чорнобиль-32» у місті Прип'ять — PRIPYAT-film, 26.04.2018